# لی سونگ جین
لی سونگ جین (انگلیسی: Lee Sung Jin) کارگردان تلویزیونی و تهیه‌کننده تلویزیونی است. وی دانش‌آموختهٔ علم اقتصاد دانشگاه پنسیلوانیا است.
از فیلم‌ها یا مجموعه‌های تلویزیونی که وی در آن‌ها نقش داشته‌است، می‌توان به مشاجره اشاره نمود.